# 朱剑明
朱剑明（1923年9月—2016年9月11日），曾用名金鏐、朱坚民、朱健民，男，江苏泰县人，中华人民共和国政治人物，曾任中华人民共和国司法部副部长、党组副书记，中国法学会常务副会长、党组书记